# Entylomatales
Entylomatales är en ordning av svampar. Entylomatales ingår i klassen Exobasidiomycetes, divisionen basidiesvampar och riket svampar.
|               | Doassansiales                    |
|               |                                  |
|               | Microstromatales                 |
|               |                                  |
|               | Exobasidiales                    |
|               |                                  |
|               | Ceraceosorales                   |
|               |                                  |
|               | Georgefischeriales               |
|               |                                  |
| Entylomatales | \| \| Entylomataceae \| \| \| \| |
|               | \| \| Entylomataceae \| \| \| \| |
|               | Tilletiales                      |
|               |                                  |
|               | Tilletiopsis                     |
|               |                                  |
|               | Meira                            |
|               |                                  |
|               | Acaromyces                       |
|               |                                  |
|               | Entylomataceae                   |
|               |                                  |

|  | Entylomataceae |
|  |                |

## Källor

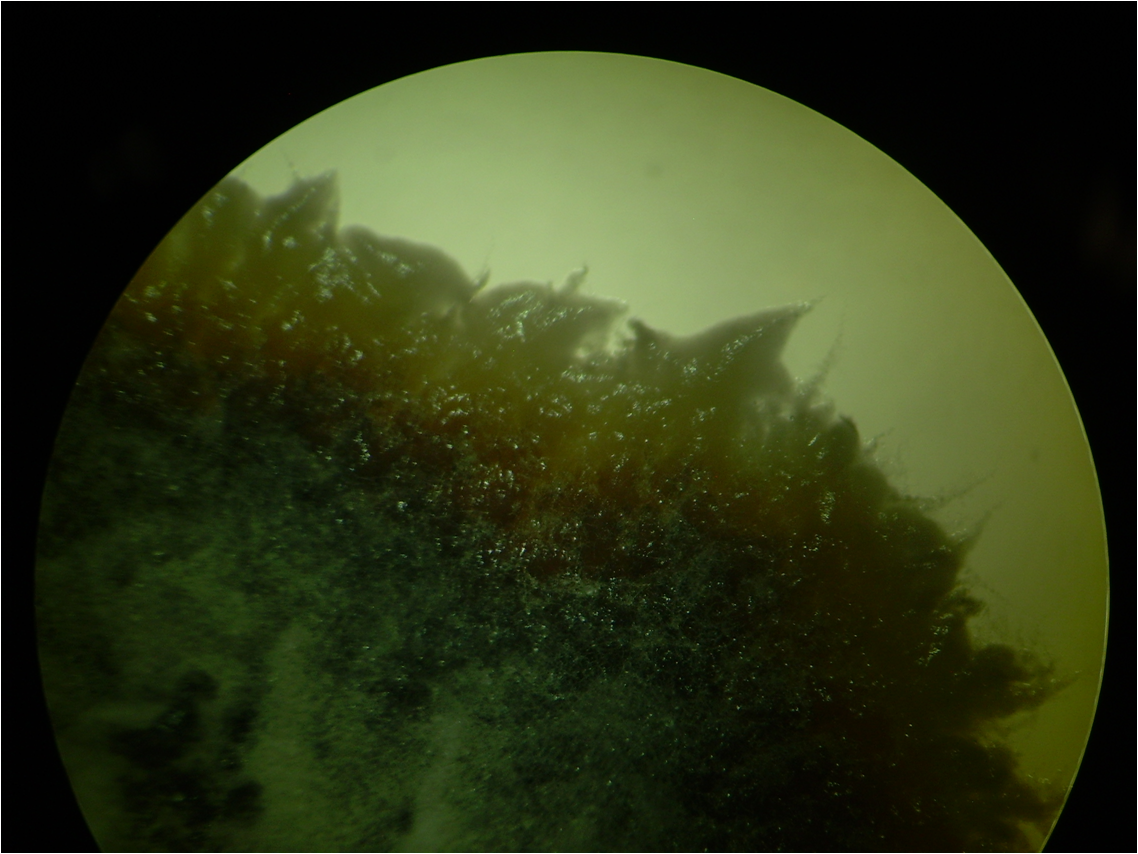
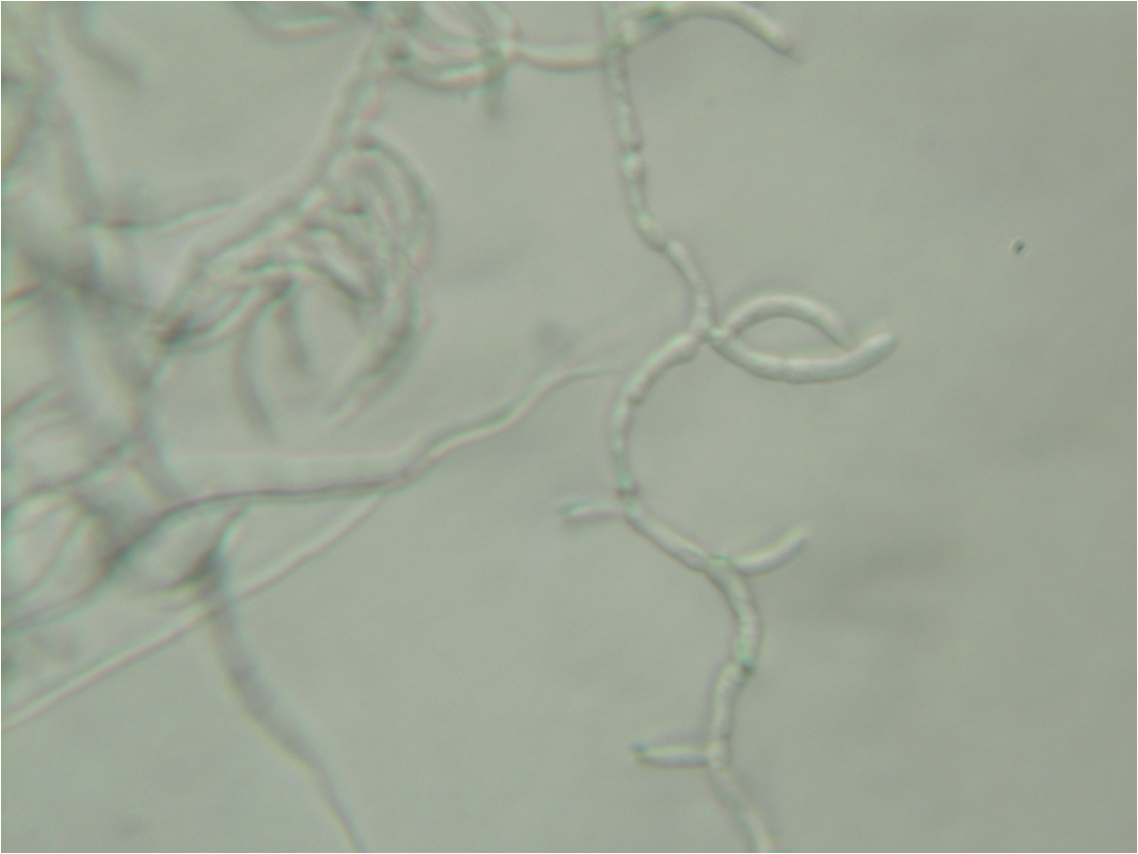
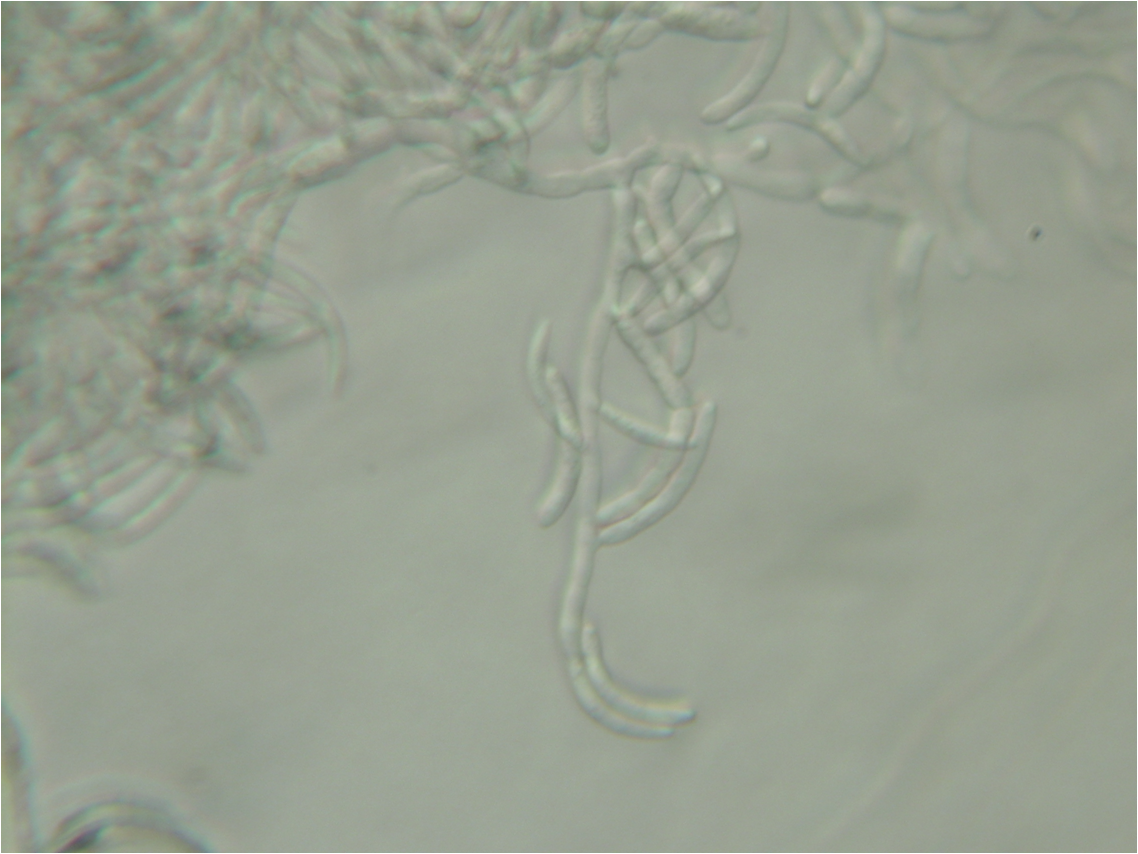
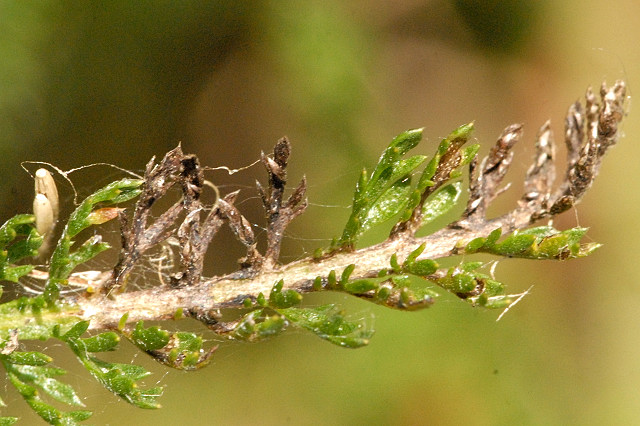